# Axel Örbom

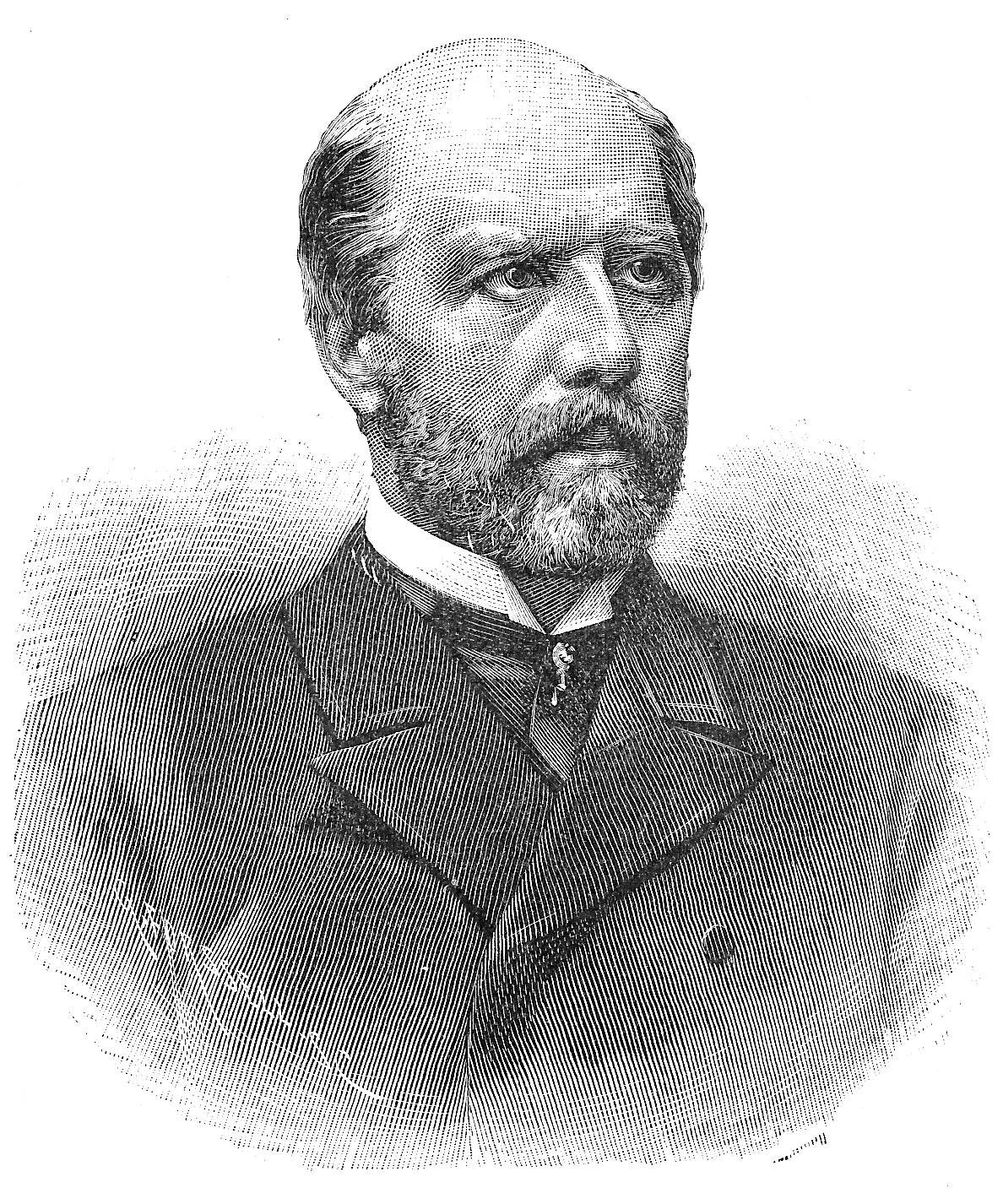
Axel Örbom.

Carl Gustaf Axel Örbom, född 29 juli 1836 i Stockholm, död 30 maj 1889 i Stockholm, var en svensk jurist, ämbetsman och politiker. Han var justitieminister från den 28 september 1888 till sin död.

## Biografi
Axel Örbom var son till hovrättsrådet Johan Axel Örbom och Anna Carolina Westman. Han studerade vid Uppsala universitet där han 1858 avlade kameralexamen och hovrättsexamen. År 1862 utsågs han till vice häradshövding, åtta år senare till assessor i Svea hovrätt, och 1881 till hovrättsråd. Under tiden hade han olika tjänster vid Justitiedepartementet. År 1884 blev han justitieråd. Han kallades 1888 till justitieminister, och blev samma dag invald i första kammaren. 
Örbom är mest ihågkommen för den så kallade "munkorgslagen" mot uppvigling och agitation, som väckte mycket opposition bland politikerna i andra kammaren (bland annat Valdemar Vahlin, Albert Lilienberg och Hans Andersson i Nöbbelöv) då lagen genom en inskränkning i tryckfrihetsförordningen gjorde det straffbart att kritisera rådande samhällsordning. Lagen röstades i modifierad form igenom i Lagutskottet den 7 juni 1889, en vecka efter Örboms död. Axel Örbom är begravd på Norra begravningsplatsen utanför Stockholm.